# Grégarine
Gregarinasina
Sous-classe
Taxons de rang inférieur
- Archigregarinorida
- Eugregarinorida
- Neogregarinorida

Synonymes
Les grégarines (sous-classe des Gregarinasina ou Gregarinea, du latin grex troupeau) sont des micro-organismes protistes, faisant partie des apicomplexés Apicomplexa.
Les sporozoaires parasites des cellules des invertébrés arthropodes (insectes et crustacés), des mollusques, des vers, des échinodermes, des cœlentérés etc. sont appelés grégarines, de la classe des télosporidies  .

## Découverte

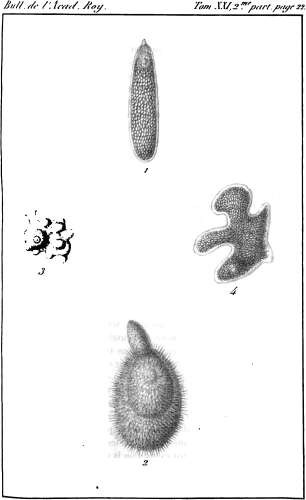
Grégarines velues des lombrics, Natathnaël Lieberkund in : Bulletins de l'Académie royale des sciences et belles-lettres de Belgique, 1854

- C'est Léon Dufour, au XIXe siècle qui a proposé le nom de grégarine pour désigner des parasites « vivant en grand nombre » selon sa définition dans l'intestin de divers insectes.
- Les découvertes de nouvelles espèces se firent petit à petit. Par exemple, l'espèce Zygocystis ephemerae, grégarine des éphéméroptères « fut découverte en 1848 par Frantzius chez Ephemera vulgata, puis redécrite sous le nom de Gamocystis francisci par A. Schneider (1882) et de Gamocystis ephemerae par Labbé (1899). »[2]
- Quelques chercheurs et spécialistes reconnus :
  - Aimé Schneider qui donna son nom à quelques espèces de grégarines ;
  - Jean Théodoridès, entré au CNRS en 1949, il effectua la majeure partie de sa carrière au laboratoire d'évolution des êtres organisés. Pendant plus de trente ans, il y poursuivit l'étude des grégarines, classe des apicomplexa exclusivement représentée chez les invertébrés. Il restera le spécialiste mondial de ces protozoaires parasites auxquels il a consacré près de 100 publications. Avec Pierre-Paul Grassé, il entreprit en 1955 l'étude des grégarines en microscopie électronique et c'est ce matériel qui révéla la présence de l’ergastoplasme chez les protozoaires ;
  - Isabelle Desportes est actuellement la grande spécialiste française des grégarines.

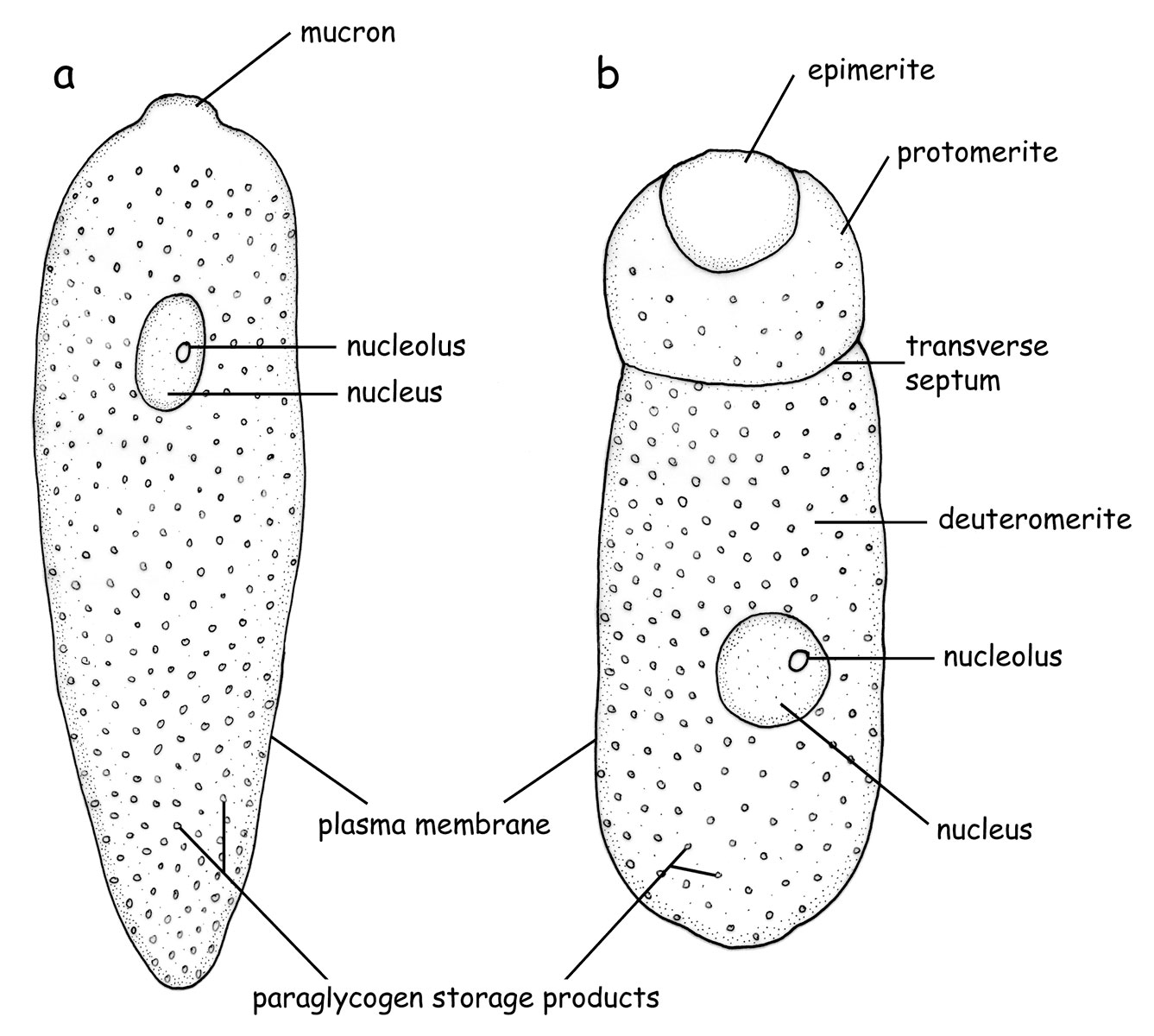

## Habitat
- Clepsidrina munieri - tube digestif du coléoptère Timarcia tenebricosa
- Botriopsis pyxinia, B. schneideria - tube digestif de coléoptères
- Didymophyes gigantea - larves des Oryctes et des Phyllignathus
- Diplocystis zootermopsidis sp.n. (Eugregarina diplocystidae) - termites
- Gregarina polymorpha et  G. cuneata - ver de farine Tenebrio molitor
- Monocystis agilis - ver de terre
- Porospora gigantea - intestin du Homard
- Stylorhinchus longicollis :  blaps BioLib* Zygocystis ephemerae et enterocystis : éphéméroptères

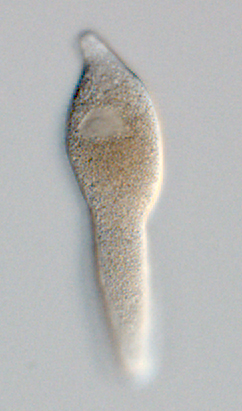
Lankesteria cystodytae, Trophozoite
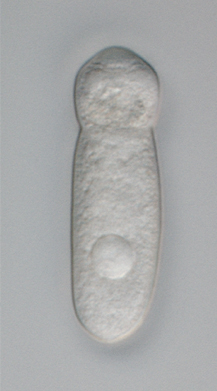
Septate gregarine

## Sources
- Isabelle Desportes, CNRS, Molécules de Communication et Adaptation des Micro-organismes.

### Travaux anciens ou historiques
- Schneider, A.; Contribution à l'étude des Grégarines. Thèse. Typ . A. Hennuyer Paris 1876 In 8, , 116 pp., (1 f), 7 planche hors texte. Broché. Thèse soutenue le 19 février 1876 à la Faculté des Sciences de Paris. Examinateur : Lacaze-Duthiers.
- Adelea ovata par Aimé Schneider
- Léger, Louis, 1843-1923 Recherches sur les grégarines. (1892)Lire en ligne :
- Beneden, Edouard van, Rech. sur l'évolution des Grégarines (Bullet. de l'Acad. royale de Belgique 1871);
- (en)  Studies on gregarines, including descriptions of twenty-one new species and a synopsis of the eugregarine records from the Myriapoda, Coleoptera and Orthoptera of the world (1916])
- Beklemišev ↑. base d'anatomie comparée invertébrés. Volume 1. Promorfologiâ. M:science. — 1964. — avec 432.2.1

### Travaux contemporains
- L'Œuvre scientifique de Jean Théodoridès  (spécialiste des grégarines)  Rousset Jean-Jacques ; Desportes-Livage Isabelle, Histoire des sciences médicales ISSN 0440-8888, 2001.
- Bibliographie scientifique contemporaine Isabelle Desportes